# 恒久平和のために真相究明法の成立を目指す議員連盟
恒久平和のために真相究明法の成立を目指す議員連盟（こうきゅうへいわのためにしんそうきゅうめいほうのせいりつをめざすぎいんれんめい）は、太平洋戦争時の慰安婦、化学兵器・細菌兵器の犠牲者、強制連行・労働、捕虜虐待、旧植民地出身の元軍人・軍属被害者などを調査し、被害者に対し日本政府の公式謝罪と個人補償を求めることを目的とする議員連盟。恒久平和調査局設置法案の成立を目指している。通称「恒久平和議連」。
鳩山由紀夫は、ドイツ、米国といった諸外国と比べ、日本は真相究明の努力が不十分であったとの観点に立ってこの議連の呼びかけ人として結成当時から力を尽くしており、1998年11月に会長に就任している。

## 所属議員
- 近藤昭一（幹事長）
- 枝野幸男
- 岡田克也
- 海江田万里
- 武正公一

## 過去の参加者
- 土井たか子（最高顧問・2005年に落選）
- 岩國哲人（2009年に議員引退）
- 田端正広（2009年に落選）
- 福島豊（2009年に落選）
- 佐藤泰介（2010年に議員引退）
- 浜四津敏子（2010年に議員引退）
- 千葉景子（2010年に落選）
- 山下八洲夫（2010年に落選）
- 今野東（2012年に議員辞職）
- 池坊保子（2012年に議員引退）
- 稲見哲男（2012年に議員引退）
- 土肥隆一（2012年に議員引退）
- 鳩山由紀夫（会長・2012年に議員引退）
- 池田元久（2012年に落選）
- 小宮山洋子（2012年に落選）
- 田中慶秋（2012年に落選）
- 大畠章宏（2017年に議員引退）
- 横路孝弘（2017年に議員引退）
- 小沢鋭仁（2017年に落選）
- 藤田幸久（2019年に落選）
- 赤松広隆（2021年に議員引退）
- 馳浩（2021年に議員引退）
- 二之湯智（2022年に議員引退）
- 中川正春（2024年に議員引退）
- 井上哲士（2025年に落選）

## 活動
2008年3月18日、在日コリアン3世の辛淑玉を招いて「日本社会」の人権感覚をテーマに公開ヒアリングを開催。